# Tramvajová doprava v Liepāji
Tramvajová doprava v Liepāji existuje (jen s krátkými přerušeními provozu za válek) od roku 1899. Lotyšské město Liepāja má tak nejstarší síť elektrických tramvají v baltských státech. Od roku 1976 zůstává v Liepāji jediná tramvajová linka. Vede severojižním směrem, ze smyčky Grobiņas iela na severu, ležící u závodu Liepājas Metalurgs (za sovětských dob Sarkanais M., tedy Rudý M.), přes střed města a okolo ústředního hřbitova, kde mine smyčku Vaiņodes iela, do sídliště Ezerkrast 2 na jihovýchodě města. Do května 2013 byla ukončena ve smyčce Vaiņodes iela a měřila 6,9 km. Dne 29. května 2013 byla dána do provozu odbočka prodlužující trať na jejím jižním konci. Dopravu provozuje společnost SIA „Liepājas tramvajs“. 
Provoz je jediný v Lotyšsku s rozchodem 1000 mm a jediný, který (od roku 1961) používá pantografový sběrač (ostatní dva - Riga a Daugavpils - jsou na rozchodu 1524 mm a používají tyčový sběrač s botkou). Napájení je napětím 600 V DC pomocí vrchního vedení.
Autobusovou městskou dopravu, spolu s dopravou příměstskou a dálkovou, provozuje jiná společnost, „Liepājas autobusu parks (LAP)“. Systém MHD je zastřešen městskou agenturou „Liepājas sabiedriskais transports (LST)“.

## Historie

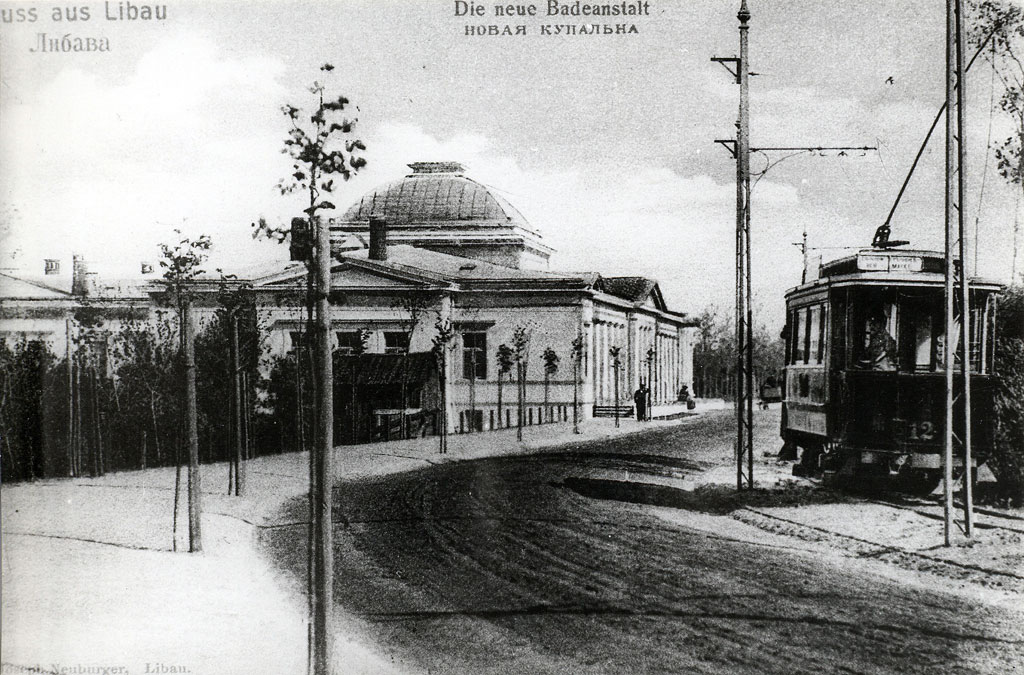
Vůz typu Herbrand č. 12 na bílé lince od nových lázní (začátek 20. století)

Rada města, tenkrát nazývaného Libava, německy Libau, rozhodla 22. srpna 1896 o postavení linky elektrických tramvají. V soutěži o stavbu dráhy vyhrála firma Nürnberger Continental-Gesellschaft für Elektro-Unternehmen. 14. prosince 1896 podepsali starosta Adolphi a zástupce vítězné společnosti Manaschewitsch smlouvu, podle níž firma obdrží na 40 let právo k provozování pouliční dráhy. Město získalo právo k odkupu dráhy po 20 letech. Celková délka obou tras, které měly být postaveny, činila 10,42 km.
Zkušební jízdy začaly 14. září 1899 a pravidelný provoz 26. září 1899. Od 14. října 1899 byly v provozu dvě linky: „bílá“ k válečnému přístavu Karosta a „zelená“ k nádraží. V listopadu 1899 byly obě linky prodlouženy do starého města (Siena tirgus).
Na konci června 1941 byl provoz kvůli bombardování města ustupujícími německými jednotkami přechodně zastaven. V půli července 1941 byl obnoven, avšak úsek vedoucí ulicí Peldu byl uzavřen a kolejový materiál použit k opravě ostatních tratí. V roce 1944 bylo trakční vedení zkonfiskováno nařízením německé okupační moci, provoz byl tedy podruhé zastaven, ale již 7. listopadu 1945 mohl být obnoven.
V roce 1950 začala stavba nové trati, která spojila střed města s cukrovarem ve Ventspilské ulici. Spoje této trati obdržely číslo linky 3. Kvůli nízkému využití však byla linka již v roce 1953 zastavena.
V roce 1961 byly tyčové sběrače nahrazeny pantografovými. Trakční vedení bylo přestavěno během jediného dne 17. října 1961, aby 18. října mohly provoz převzít tramvaje s pantografy.
Dne 23. července 1972 byla tramvajová trať prodloužena ze starého města jižním směrem po ulici Klaipedské (Klaipēdas iela) k ústřednímu hřbitovu, čímž se délka sítě významně zvětšila. Na novou konečnou byly zavedeny linky 1 a 2. Tím vznikl nedostatek vozidel a 6. října 1972 byl zastaven provoz linky 4 k válečnému přístavu.
Dne 10. října 1973 byli zrušeni průvodčí a 15. března 1976 bylo zavedeno placení jízdného pomocí předem zakoupených jízdenek.
Dne 25. března 1976 byl bez předchozího oznámení ukončen provoz linky 2 jezdící ulicí Rainisovou (Raiņa iela) a ulicí Baseina kvůli akutnímu nedostatku provozuschopných vozidel; již nebyl nikdy obnoven.
Dne 29. května 2013 bylo dáno do provozu prodloužení trati od křižovatky ulic Klaipedské s ulicí Tukumskou (před smyčkou u ústředního hřbitova) do sídliště Ezerkrast 2 ulicemi Tukumskou, Ventskou a Mirdzy Ķempe (Tukuma iela, Ventas iela, Mirdzas Ķempes iela). Krátký úsek k dosavadní smyčce zůstal bez provozu.

## Infrastruktura

### Tratě
Celá síť je od sedmdesátých let 20. století dvojkolejná a úseky trati jsou převážně vedeny po jedné straně ulice. Před prodloužením z roku 2013 byla trať na obou koncích ukončena smyčkami, které jsou umístěny na travnatých prostranstvích a jsou bez předjízdných kolejí; výhybky, vesměs jednojazykové, tedy byly do té doby jen ve vozovně a ve vjezdu do ní.
Na novém úseku do sídliště Ezerkrast 2 je použit v každém uličním úseku jiný způsob vedení: v ulici Tukumské na zvláštním tělese po jedné straně ulice, v užší ulici Ventské v úrovni vozovky středem a na širokém bulváru Mirdzy Ķempe na zvláštním tělese uprostřed. Jsou zde vloženy čtyři běžné dvoujazykové výhybky: dvě na odbočení z ulice Klaipedské, dvě k vytvoření krátké předjízdné koleje ve smyčce Mirdzas Ķempes iela. V té je také sociální zázemí pro řidiče i pro řidiče autobusů, které zde rovněž mají obratiště a uvnitř smyčky odstavnou plochu. Měnírna byla vybudována v ulici Tukumské u křižovatky s ulicí Ventskou.

### Vozovna
Stále je užívána původní vozovna z doby zahájení provozu v ulici Rižské (Rīgas iela) poblíž železniční stanice. Kvůli omezeným prostorovým poměrům zasahuje zhlaví vozovny až do protilehlé ulice Baseina a po ní pokračuje manipulační kolej, která je pravděpodobně jediným dochovaným zbytkem zaniklých tratí. Zatahování vozů se děje pouze ve směru z centra, a to tak, že vůz odbočí vlevo do ulice Baseina a přes Rižskou ulici couvá do vozovny. Vyjiždí se opačným postupem směrem na sever. Propojka mezi oběma traťovými kolejemi umožňuje zajet i od severu, ale jen čelem vozu dovnitř. 

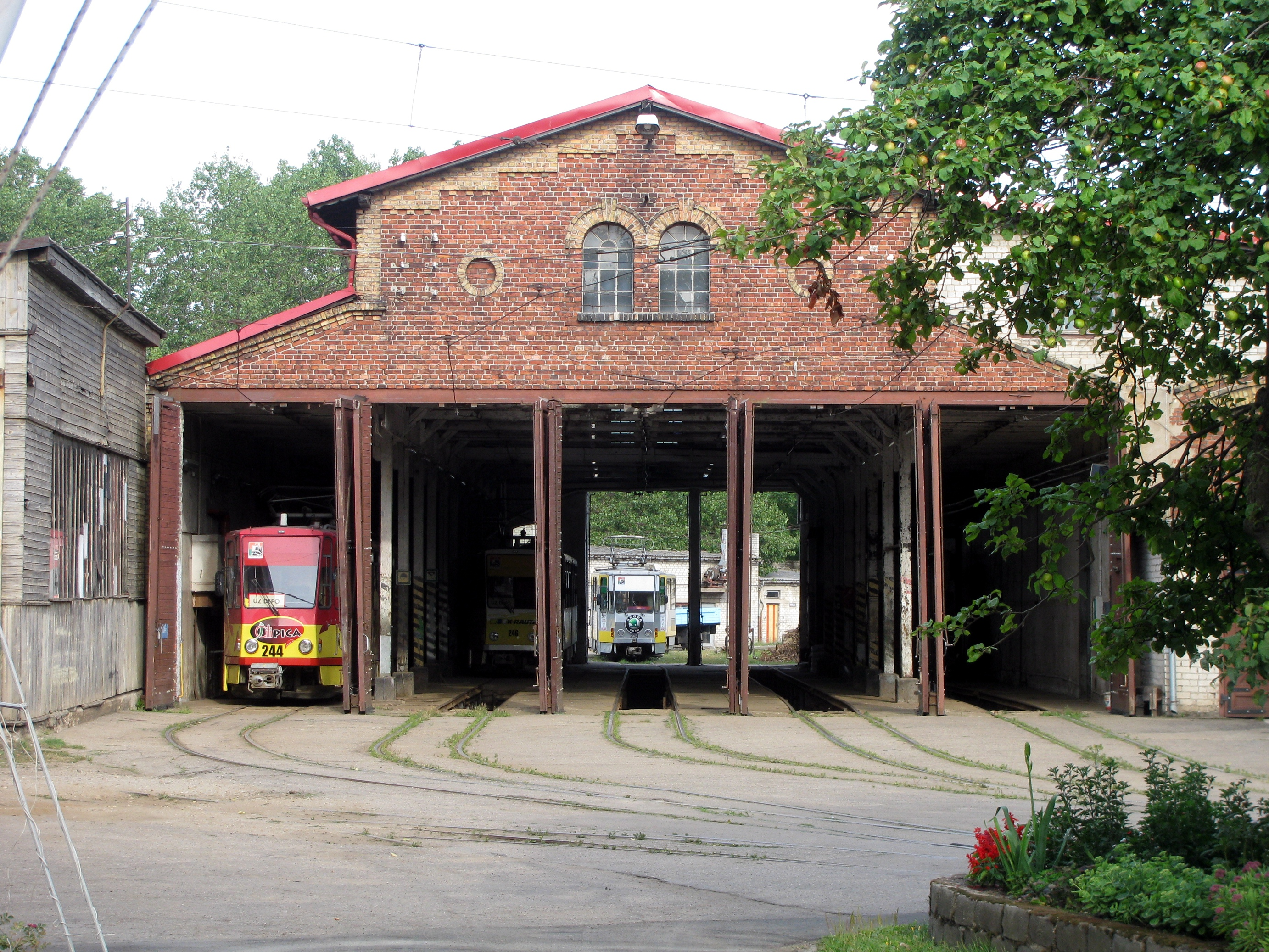
Liepājským tramvajím stále slouží původní vozovna z roku 1899
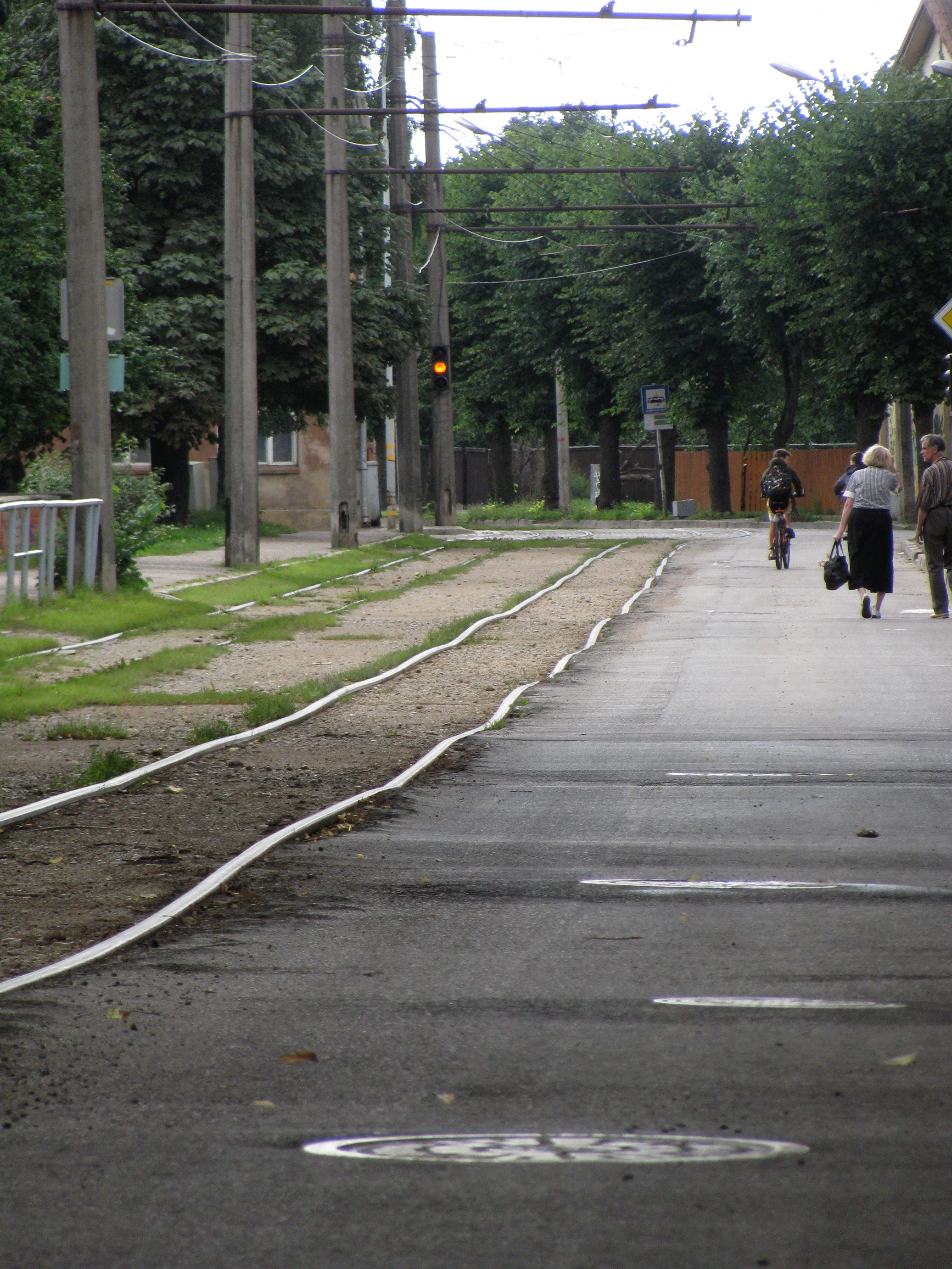
Stav svršku není ideální; ukázka z ulice Krišjāņa Valdemāra z roku 2011
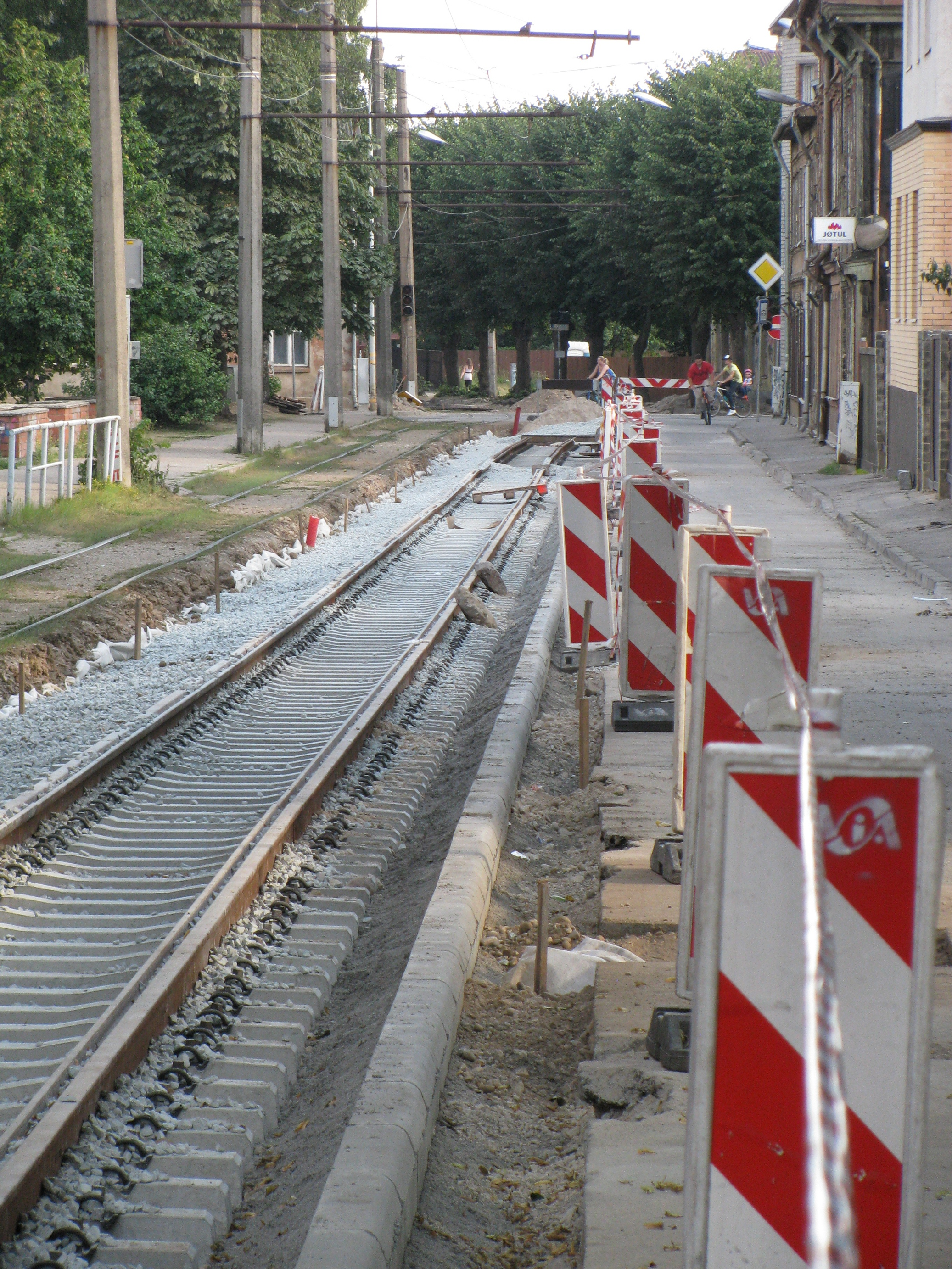
S prodloužením trati je spojena i obnova stávajících úseků - místo z předchozího snímku v červenci 2013
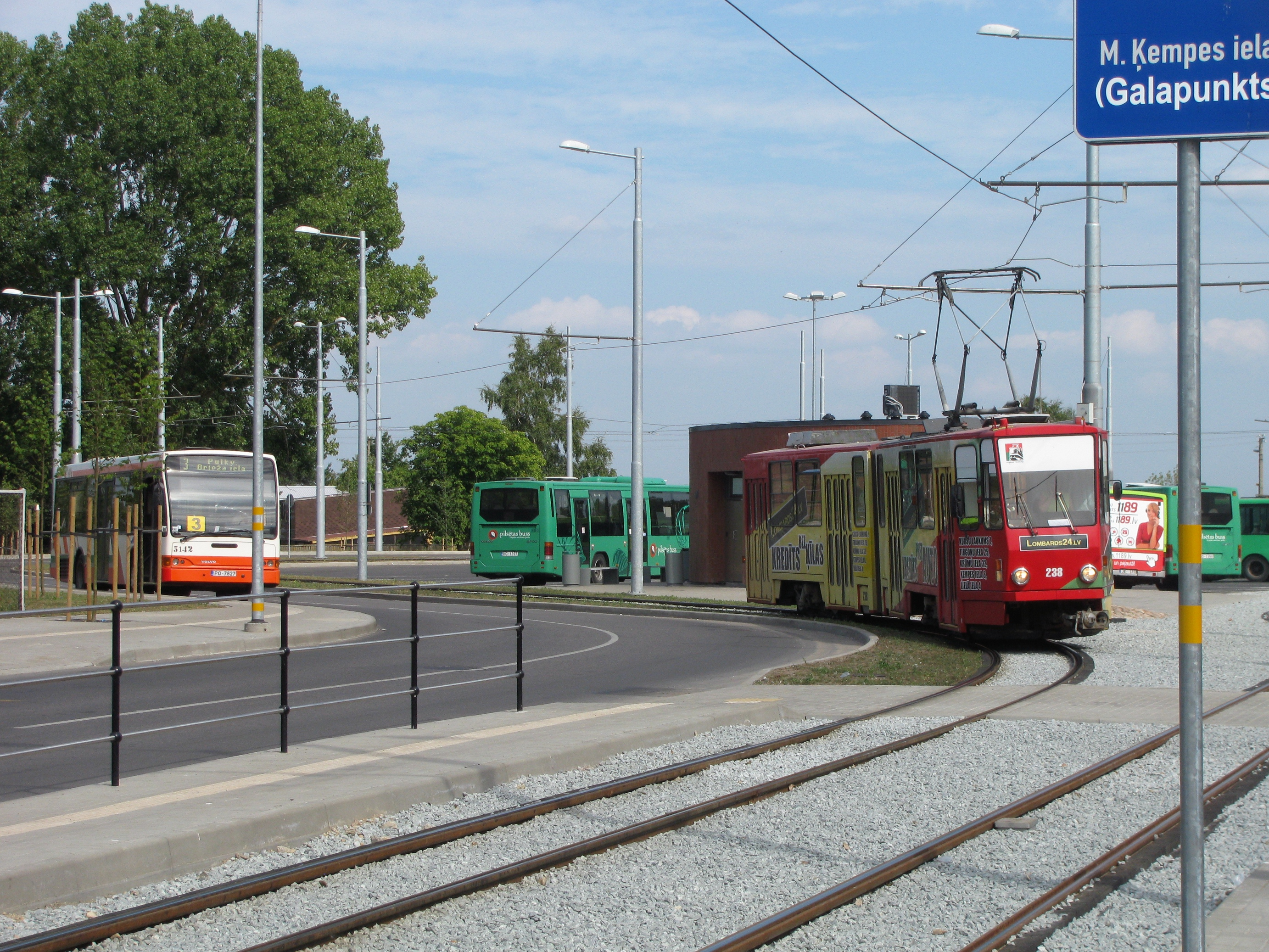
Smyčka Mirdzas Ķempes iela
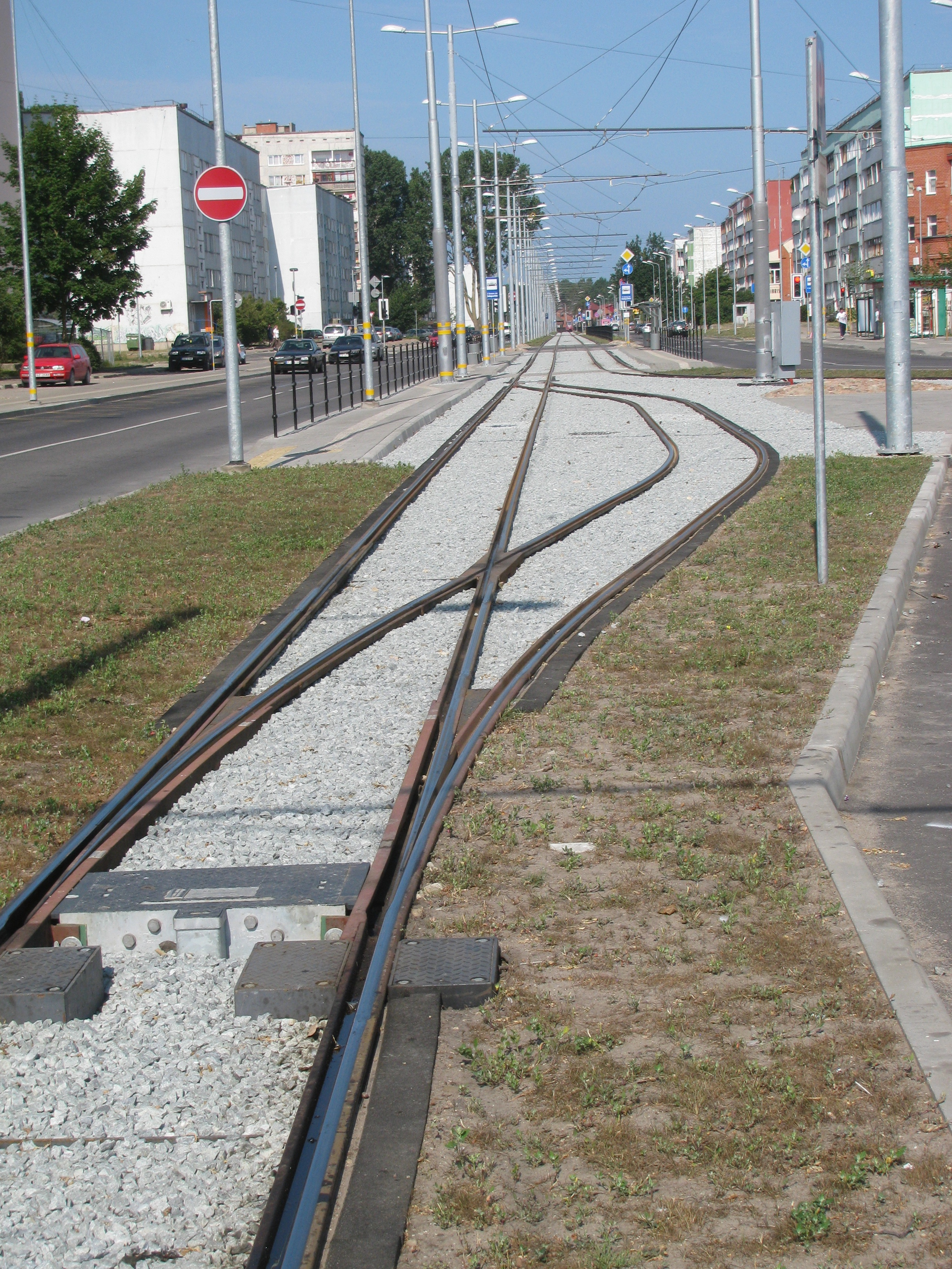
Předjízdná kolej ve smyčce Mirdzas Ķempes iela je jediná ve městě
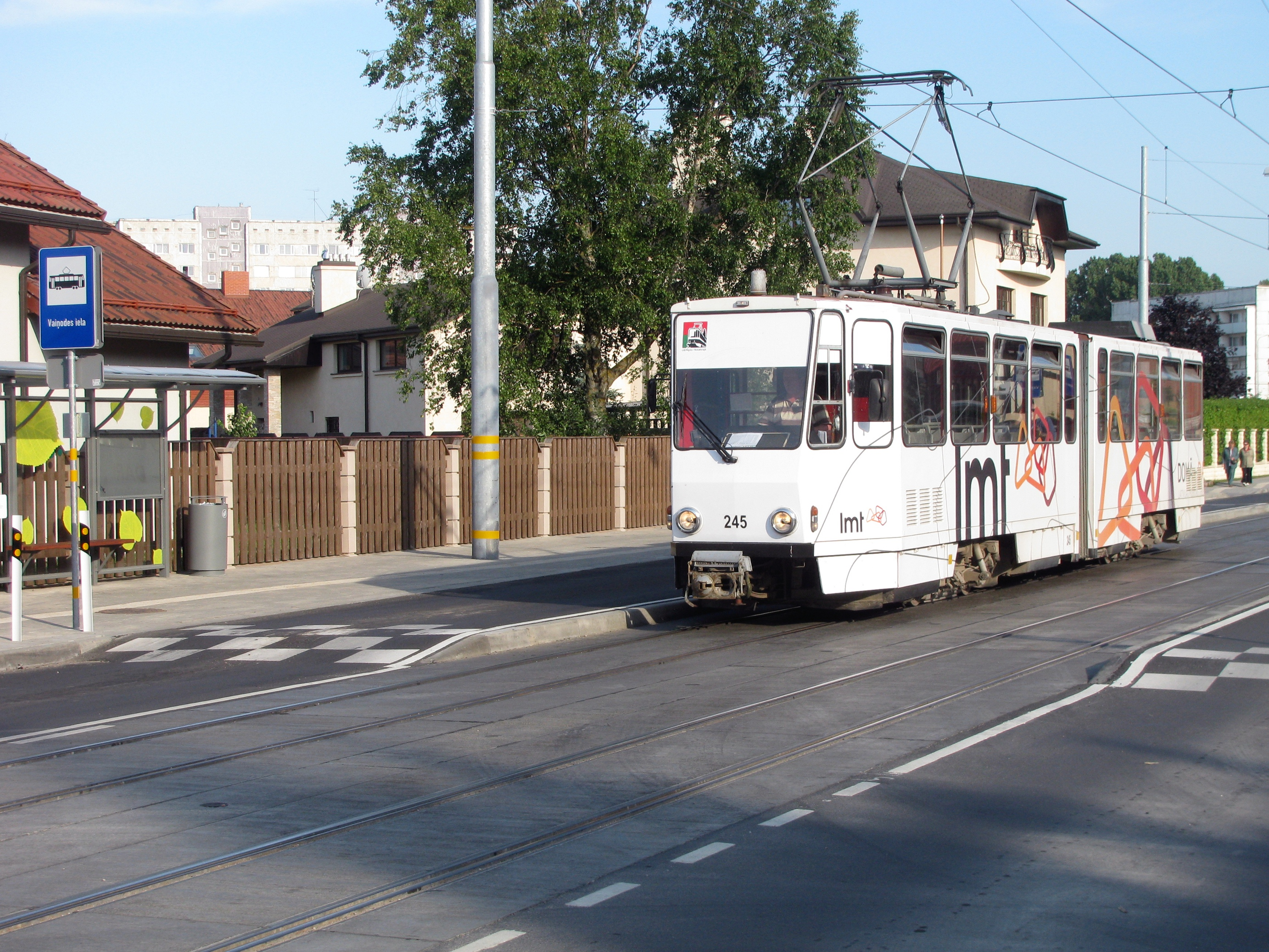
Vedení trati ulicí Ventskou se zastávkou vídeňského typu

## Vozidla

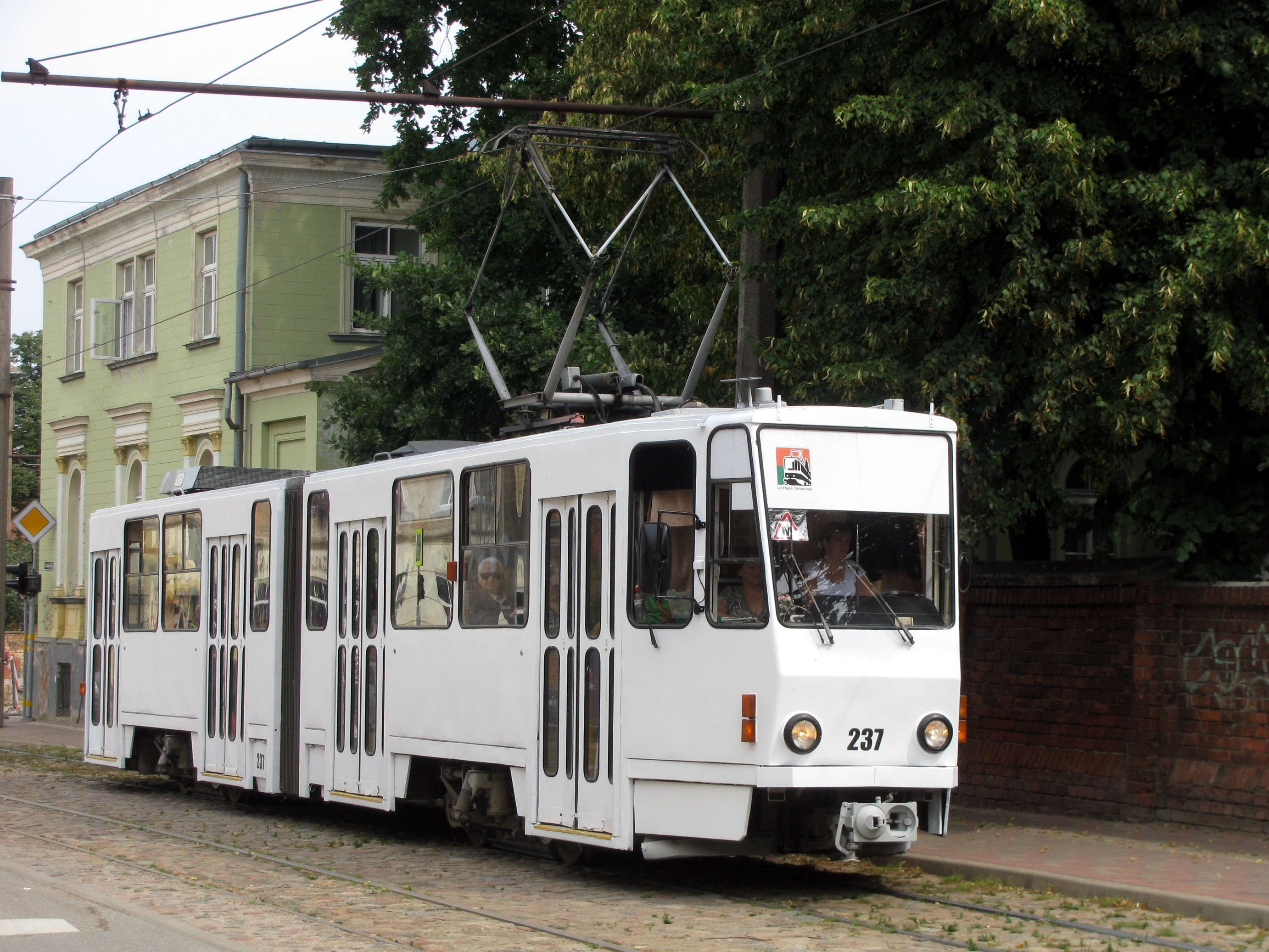
Vůz Tatra KT4 č. 237 dočasně bez reklamního nátěru. Typická konstrukce trati vedené po jedné straně ulice; bližší kolej je právě vyloučena.

V historii tramvajového provozu v Liepāji byla nasazena vozidla těchto výrobců: Herbrand, Fenix, Gotha a ČKD Tatra. První motorové vozy vozy nesly čísla 1 až 9 a byly vyrobeny u Waggonfabrik P. Herbrand & Cie. v Kolíně nad Rýnem. I sedm dalších motorových vozů (č. 10 až 16) získaných v roce 1903 vyrobil Herbrand, v roce 1907 pak další dva (č. 17 a 18) a do roku 1914 ještě vůz č. 19. Kromě nich bylo nasazováno 14 vlečných vozů, z toho šest otevřených a osm uzavřených.
Po vypuknutí první světové války se rozvoj vozidlového parku zastavil. Po ní, v době nezávislého Lotyšska, kdy město obdrželo současný lotyšský název Liepāja, byla používána stále tatáž vozidla. Jejich stav se zhoršoval i přes neustálé opravy. Po druhé světové válce sestával vozový park nyní již sovětského města nadále z vozů Herbrand, opatřených tehdy čísly 101 až 119. Dvanáct z nich dostalo nové vozové skříně v dobovém slohu. Kromě toho bylo mezi lety 1949 a 1956 postaveno několik nových vozů na základě dvojkolí a skříní z Kaliningradu (jmenovitě vůz 122). Všechny vozy měly tyčové sběrače, stejně jako v provozech Rīga a Daugavpils.
Mezi lety 1957 a 1962 byly dodávány do Liepāje vozy Gotha s pantografovými sběrači. Vedle osmi motorových vozů Gotha T57 (čísel 125 až 132), třinácti Gotha T59E (č. 133 až 145) a osmi Gotha T2-62 (č. 146 až 153) přišlo osm vlečných vozů V57 (číslovaných jako 15 až 22), tři V59E (č. 23 až 25) a sedm B2-62 (č. 26 až 32).
Po zastavení produkce tramvají Gotha v roce 1966 byl vozový park rozšiřován tramvajemi československými. Od roku 1976 do 1979 bylo dodáno 15 vozů T4SU (č. 201-215), v letech 1983 až 1988 22 vozů typu KT4SU (č. 216 až 235, přičemž čísla 220 a 221 byla přidělena dvakrát).
V roce 2000 začaly nákupy použitých vozidel z měst někdejší NDR. Celkem bylo získáno 12 vozů typu Tatra KT4D vyrobených na počátku 90. let: v roce 2000 tři vozy z Chotěbuzi (č. 236 až 238), v roce 2001 jeden vůz z Gery (č. 239), v letech 2003 a 2005 po čtyřech vozech z Erfurtu (č. 240 až 247).
Dne 3. září 2009 zcela vyhořel vůz KT4D č. 242 (pocházející z Erfurtu).
Od té doby má provoz v Liepāji ve stavu 16 vozů typu Tatra KT4 (č. 229 až 247 kromě 230, 232, 242), z toho je pět vozů sem původně dodaných a 11 koupených z druhé ruky z Německa. Jsou opatřeny spřáhly Scharfenberg nejednotného provedení.

### Nátěry vozidel
Z nátěrů tramvajových vozidel nelze usoudit na městské barvy; všechna jsou opatřena reklamním nátěrem. Není-li dočasně pro některé vozidlo reklamní využití, zůstane bílé. Městské autobusy společnosti LAP, pokud byly pořízeny jako nové, jsou jednobarevně zelené.

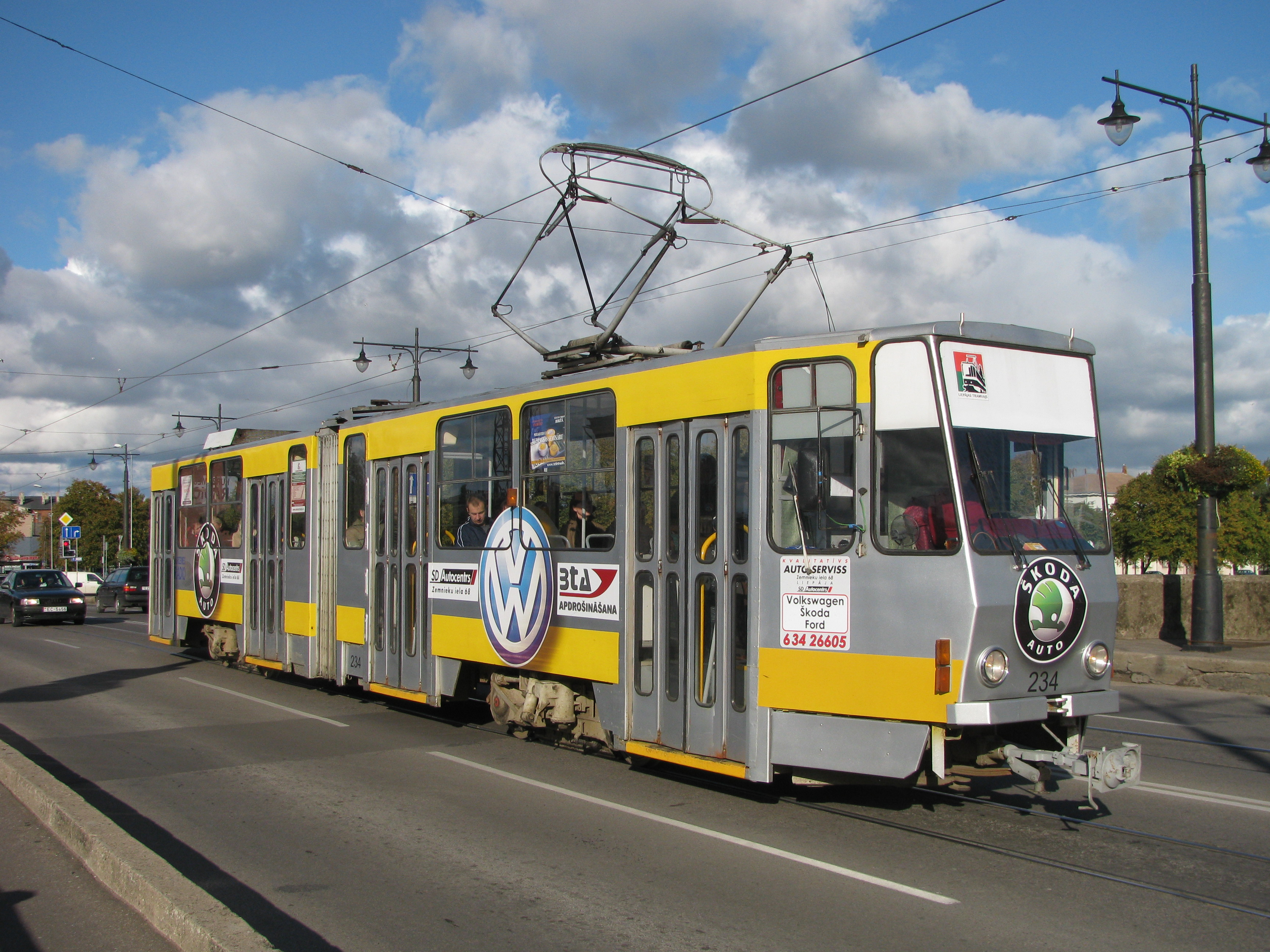
Škoda Auto má na tramvaji reklamu nejméně od roku 2009

## Provoz
Tramvaje jezdí zhruba od páté hodiny ranní do půlnoci, noční provoz není zaveden. V pracovní den je po prodloužení trasy od rána do večera potřeba 10 vozů jezdících sólo v neměnném intervalu 7 minut; dopravní špičky nejsou ošetřeny. Před prodloužením trasy to bylo 7 vozů. V sobotu a neděli je vypravováno 8 vozů, jízdní řád je pro oba dny stejný.

## Jízdenky
Jízdenky vydává společně pro celou MHD agentura LST. Jízdenky pro jednotlivou jízdu se zakupují předem (v kioscích, některých obchodech, na obchodním místě přepravce nebo u řidiče), cena činí (2018) v předprodeji 0,70 Eura, u řidiče 0,80 Eura. Denní jízdenka vychází na 2,50 Eura. Po nástupu do vozidla cestující jízdenku znehodnotí ve znehodnocovači. Znehodnocovač vyznačí na jízdenku číslo vozu, datum a čas. Jsou zavedeny též SMS jízdenky. Jízdenky jsou provedeny barevně pestře; v roce 2010 bylo na přední straně zobrazeno Růžové náměstí (Rožu laukums), v roce 2011 schéma linkového vedení na pozadí plánu města.